# Uummat
Uummat („Herz“) war eine grönländische Rockband.

## Geschichte
Die Band wurde 2007 von Jenseeraq Olsen gegründet, der 2007 aus seiner Heimatstadt Uummannaq nach Aasiaat gezogen war, um dort das Gymnasium zu besuchen. Er war in einer musikalischen Familie aufgewachsen, da sein Onkel Peter Leibhardt Mitglied der Band Ilaat und sein Bruder Thomas Lange Mitglied der Band Taaq waren. Gemeinsam mit Angutimmarik Petersen, Johannes Sigurdsen und Johannes Skarup gründete er die Band und sie nahmen eine Demo auf, die sie an den Musiker (und Politiker) Peter Olsen sandten, auf dessen Label Olsen Music 2010 das Debütalbum Tusannga („Hör mich“) erschien. Daraufhin wurde auch Pele Kaspersen in die Band aufgenommen. Das Album war ein großer Erfolg und die Band erhielt 2011 den Talentpreis der Koda Awards. Noch im selben Jahr erschien das zweite Album Toornat Akornanni („Unter Hilfsgeistern“) mit leicht veränderter Besetzung, wobei unter anderem Nivi Pedersen Sängerin wurde. Auf beiden Alben trat Don Maliko als Gastsänger auf. Da Bandgründer Jenseeraq Olsen kurz darauf nach Sisimiut zog, wurde die gemeinsame Arbeit erschwert. Es wurde jedoch weiterhin Konzerte gegeben. 2012 veröffentlichte Jenseeraq Olsen das Soloalbum Qaammatip Tungaanut („Richtung Mond“) bei Atlantic Music, wobei er Unterstützung von seinen Bandkollegen Angutimmarik und Pele bekam. Für dieses Album erhielt er 2013 den Jahrespreis der Koda Awards.

## Diskografie
- 2010: Tusannga
- 2011: Toornat Akornanni